# Stångby socken
Stångby socken i Skåne ingick i Torna härad, uppgick 1967 i Lunds stad och området ingår sedan 1971 en del av Lunds kommun, från 2016 inom Torns distrikt.
Socknens areal är 10,10 kvadratkilometer varav 10,04 land. År 1953 fanns här 312 invånare. Kyrkbyn Stångby kyrkby med sockenkyrkan Stångby kyrka, samt en mindre del av den nyare tätorten Stångby ligger i socknen. 

## Administrativ historik
Socknen har medeltida ursprung.
Vid kommunreformen 1862 övergick socknens ansvar för de kyrkliga frågorna till Stångby församling och för de borgerliga frågorna bildades Stångby landskommun. Landskommunen uppgick 1952 i Torns landskommun som uppgick 1967 i Lunds stad som 1971 ombildades till Lunds kommun. Församlingen uppgick 1992 i Torna församling.
1 januari 2016 inrättades distriktet Torn, med samma omfattning som Torns församling fick 1992 och vari detta sockenområde ingår.
Socknen har tillhört län, fögderier, tingslag och domsagor enligt vad som beskrivs i artikeln Torna härad. De indelta soldaterna tillhörde Södra skånska infanteriregementet, Torna kompani och Skånska husarregementet, Hoby skvadron, Landskrona kompani.

## Geografi
Stångby socken ligger norr om Lund. Socknen är en odlad slättbygd på Lundaslätten.

## Fornlämningar
Boplatser från stenåldern är funna. Från bronsåldern finns gravhögar.

## Namnet
Namnet skrevs i mitten av 1100-talet Stangbi och kommer från kyrkbyn. Efterleden är by, 'gård; by'. Förleden innehåller stång med oklar syftning, men betydelsen "råmärke" eller "gränsmärke" är troligt. Enligt en tidigare teori skall byn vara uppkallad efter en Strånge, som det ska ha funnits ett forntida gravmonument över i Stångby kyrkby.